# Abroscopus
Az Abroscopus a madarak osztályának verébalakúak (Passeriformes) rendjébe és a berkiposzátafélék (Cettiidae) családba tartozó nem.

## Rendszerezésük
A nemet E. C. Stuart Baker írta le 1930-ban, jelenleg az alábbi 3 faj tartozik ide:
- Abroscopus superciliaris
- Abroscopus schisticeps
- Abroscopus albogularis

## Előfordulásuk
Dél- és Délkelet-Ázsia területén honosak. A természetes élőhelyük szubtrópusi és trópusi esőerdők és cserjések.

## Megjelenésük
A testhosszuk 8–10 centiméter körüli.

## Életmódjuk
Kisebb gerinctelenekkel táplálkoznak.